# Оксеншерна, Эрик
Эрик Оксеншерна (швед. Erik Carl Oxenstierna af Korsholm och Wasa, 20 сентября 1916, Стокгольм — 22 февраля 1968, Гёттинген) — шведский и немецкий историк и археолог, сотрудник Аненербе.

## Биография
Эрик Оксеншерна происходил из древнего шведского графского рода. Был сыном церковного викария Бенгта Габриэля Оксеншерны (1866—1935), являлся средним из трёх братьев.
В 1935—1939 гг. Эрик учился в Уппсальском университете, там же в 1948 г. защитил диссертацию. Был специалистом по скандинавской культуре и истории викингов. Возглавлял подотдел «Швеция» Аненербе. Жена — актриса Эдит Драбш (1908—2001). Двое детей.

## Сочинения
- Die Urheimat der Goten. (Mannus Bücherei. Band 73), Leipzig : Barth, 1945.
- Gallehus: Eine Furmenstudie zu den beruhmten Goldhörnen. Stockholm, 1947.
- Järnålder, guldålder. Stockholm : Natur och Kultur, 1957.
- Die Ältere Eisenzeit in Östergötland. Lidingö : Oxenstierna, 1958.
- Så levde vikingarna. Stockholm : Forum, 1959.
- Wir Schweden. Siebeneinhalb Millionen Einzelgänger = eine Familie. Stuttgart : W. Kohlhammer, 1961.
- Skandinavien. Bilder seiner Landschaft und Kultur. Einleitung von Eric Oxenstierna. Zurich: Atlantis / Orbis Terrarum, 1962.
- Die Nordgermanen. Stuttgart : Cotta’sche Buchhandlung Nachfolger, 1962.
- The Norsemen. London : Studio Vista, 1966. (неоднократно переиздавалась в Великобритании, Германии и США)
- The World of the Norsemen. London : Weidenfeld & Nicolson, 1967.